# Chorramszahr
Chorramszahr (per. خرمشهر [xoræmˈʃæhɾ], daw. Mohamerrah) – miasto w Iranie, w ostanie Chuzestan, przy ujściu rzeki Karun do rzeki Szatt al-Arab.
W 2011 miejscowość liczyła 129 418 mieszkańców. Dla porównania, w 2006 roku było ich 125 859, w 1996 roku 105 636, a w 1966 – 88,5 tys. W mieście znajduje się port morski.